# Onšovice - Mlýny
Onšovice - Mlýny este o arie protejată (arie specială de conservare — SAC, sit de importanță comunitară — SCI) din Republica Cehă întinsă pe o suprafață de 23,88 ha, integral pe uscat.

## Localizare
Centrul sitului Onšovice - Mlýny este situat la coordonatele 49°06′21″N 13°45′28″E / 49.105833°N 13.757778°E.

## Înființare
Situl Onšovice - Mlýny a fost declarat sit de importanță comunitară în aprilie 2005 pentru a proteja 1 specie de animale. Situl a fost protejat și ca arie specială de conservare în ianuarie 2014.

## Biodiversitate
Situată în ecoregiunea continentală, aria protejată nu include niciun habitat protejat.
La baza desemnării sitului se află o specie protejată de  nevertebrate: Phengaris nausithous.